# Mattawa
Mattawa és una població dels Estats Units a l'estat de Washington. Segons el cens del 2000 tenia 2.609 habitants.

## Demografia
Segons el cens del 2000, Mattawa tenia 2.609 habitants, 495 habitatges, i 438 famílies. La densitat de població era de 2.055,8 habitants per km².
Dels 495 habitatges en un 66,7% hi vivien nens de menys de 18 anys, en un 64,2% hi vivien parelles casades, en un 10,7% dones solteres, i en un 11,5% no eren unitats familiars. En el 5,5% dels habitatges hi vivien persones soles el 2% de les quals corresponia a persones de 65 anys o més que vivien soles. El nombre mitjà de persones vivint en cada habitatge era de 5,27 i el nombre mitjà de persones que vivien en cada família era de 4,79.
Per edats la població es repartia de la següent manera: un 38,1% tenia menys de 18 anys, un 20,4% entre 18 i 24, un 32,4% entre 25 i 44, un 7,6% de 45 a 60 i un 1,5% 65 anys o més.
L'edat mediana era de 22 anys. Per cada 100 dones de 18 o més anys hi havia 179,2 homes.
La renda mediana per habitatge era de 31.964 $ i la renda mediana per família de 25.921 $. Els homes tenien una renda mediana de 13.669 $ mentre que les dones 13.333 $. La renda per capita de la població era de 7.510 $. Aproximadament el 30,6% de les famílies i el 34,4% de la població estaven per davall del llindar de pobresa.

## Poblacions més properes
El següent diagrama mostra les poblacions més properes.